# Nicolás Olmedo
Nicolás Andrés Olmedo (10 de marzo de 1983, Godoy Cruz, Argentina) es un exfutbolista argentino. Jugaba de mediocampista y su último club fue Deportivo Maipú del Torneo Federal A. Actualmente es uno de los encargados de dirigir las inferiores del Club Deportivo Godoy Cruz Antonio Tomba

## Trayectoria
Hizo todas las divisiones inferiores en el club mendocino, y con tan solo 18 años ya jugaba en el segundo equipo en importancia de la institución, el que disputaba la Liga Mendocina de Fútbol. En 2004 fue cedido a San Martín de Tucumán donde tuvo un gran nivel jugando 25 partidos marcando 2 goles.
A su regreso a Godoy Cruz, fue Campeón de la Primera B Nacional 2005, asegurando la presencia de Godoy Cruz en Primera División. Olmedo tuvo pocas oportunidades durante la primera temporada de Godoy Cruz en Primera, jugando sólo 12 partidos y anotando 1 gol.
En su segundo período en la primera división, Olmedo se convirtió en figura del primer equipo de Godoy Cruz. En 2010 de la mano de Omar Asad Godoy Cruz tuvo su mejor campaña en la historia de la primera división clasificándose inclusive por primera vez a la Copa Libertadores, siendo Olmedo una de las figuras del Tomba.
Finalmente el 20 de diciembre de 2012 por pedido expreso de Gustavo Costas, se confirma su vinculación al Barcelona de Guayaquil quien adquiere el 50% de sus derechos federativos con un contrato por dos temporadas, pero debido a sus constantes lesiones además de su bajo rendimiento, el club decide cederlo. El 23 de julio de 2013 se confirma su préstamo por 1 año a Argentinos Juniors.
Luego, fue presentado el 2 de julio de 2014 en Crucero del Norte del segunda categoría del fútbol argentino, cedido en calidad de préstamo por 1 año.

## Selección nacional
En mayo de 2010 Olmedo fue llamado por primera vez a la selección argentina por el entrenador Diego Armando Maradona para jugar un partido amistoso frente a Haití, en un equipo formado exclusivamente con jugadores de la liga argentina.

## Clubes
| Club                          | País      | Año       | PJ  | Goles |
| ----------------------------- | --------- | --------- | --- | ----- |
| Godoy Cruz                    | Argentina | 2001-2004 |     |       |
| San Martín (Tucumán) (cedido) | Argentina | 2004-2005 | 25  | 2     |
| Godoy Cruz                    | Argentina | 2005-2012 | 160 | 2     |
| Barcelona SC                  | Ecuador   | 2013      | 6   | 0     |
| Argentinos Juniors (cedido)   | Argentina | 2013-2014 | 8   | 0     |
| Crucero del Norte (cedido)    | Argentina | 2014-2015 | 32  | 1     |
| Gimnasia y Esgrima de Jujuy   | Argentina | 2016-2018 | 38  | 1     |
| Club Deportivo Maipú          | Argentina | 2018-2019 |     |       |

## Palmarés

### Campeonatos nacionales
| Título             | Club              | País      | Año  |
| ------------------ | ----------------- | --------- | ---- |
| Primera B Nacional | Godoy Cruz        | Argentina | 2005 |
| Primera B Nacional | Crucero del Norte | Argentina | 2014 |